# 春日出入口 (福岡県)
春日出入口（かすがでいりぐち）は、福岡県北九州市門司区にある、北九州高速道路4号線の起点となる出入口。門司港レトロの最寄出入口となる。
春日出入口から馬場山出入口方面に1kmほど走った箇所に九州自動車道の門司ICがあるが、春日出入口から関門橋・九州自動車道へ、もしくはその逆を結ぶ出入口は無い。従って上り線のみ、門司ICへの分岐点がある。

## 道路
- 北九州高速4号線(401)

## 接続道路
- 福岡県道25号門司行橋線

## 料金所

### 馬場山・若戸大橋方面
- ブース数：3
  - ETC専用：1
  - 一般：1
  - 閉鎖中：1

## 周辺
- 門司港レトロ
- JR九州鹿児島本線門司港駅
- 門司区役所
- 九州鉄道記念館
- 春日病院
- 老人ホーム春幸苑
- 北九州市立門司中学校

## 隣
北九州高速4号線
(401) 春日出入口 - (1) 門司IC - (402,403) 大里出入口